# NGC 2562
NGC 2562 (również PGC 23395 lub UGC 4345) – galaktyka spiralna (S0-a), znajdująca się w gwiazdozbiorze Raka. Odkrył ją William Herschel 13 lutego 1787 roku.